# Autoroute de Pyongyang-Kaesong
L'autoroute de Pyongyang-Kaesong (hangeul 평양-개성고속도로, hanja 平壤-開城高速道路) est une autoroute à quatre voies longue de 170 kilomètres qui part du site de l'ancien hameau de Panmunjeom à la frontière intercoréenne, jusqu'à l'arrondissement de Rakrang de Pyongyang. Elle fait partie de la route asiatique n°1, reliant le Japon et la Turquie sur plus de 20 000 km.
Elle se nomme communément « autoroute de la Réunification » et suit la route nationale 1 sur une grande partie de son tracé de Kaesong à Kumchon. Sa construction débuta en décembre 1987 jusqu'à son ouverture à la circulation en 1992. Cette autoroute, comportant douze péages, passe sous dix-huit tunnels et traverse 84 ponts. La vitesse maximale autorisée est de 110 km/h.
À la sortie de Pyongyang, l'autoroute passe sous l'arche de la Réunification. Si cette route était prolongée elle mènerait à Séoul.